# Vesëlyj
Vesëlyj (in russo Весёлый?) è un villaggio della Russia europea meridionale nell'oblast' di Rostov; è il centro amministrativo del distretto Vesëlovskij.
Si trova sulla riva sinistra del fiume Manyč, 100 km (in linea d'aria) a est di Rostov sul Don.